# العلاقات الإريترية المارشالية
العلاقات الإريترية المارشالية هي العلاقات الثنائية التي تجمع بين إريتريا وجزر مارشال.

## مقارنة بين البلدين
هذه مقارنة عامة ومرجعية للدولتين:
| وجه المقارنة                                              | إريتريا                                      | جزر مارشال                     |
| --------------------------------------------------------- | -------------------------------------------- | ------------------------------ |
| المساحة (كم2)                                             | 117.60 ألف                                   | 181                            |
| عدد السكان (نسمة)                                         | 6.33 مليون                                   | 53.13 ألف                      |
| الكثافة السكانية (ن./كم²)                                 | 53.83                                        | 29.35 ألف                      |
| العاصمة                                                   | أسمرة                                        | ماجورو                         |
| اللغة الرسمية                                             | اللغة التغرينية، اللغة العربية، لغة إنجليزية | لغة إنجليزية، اللغة المارشالية |
| العملة                                                    | ناكفا                                        | دولار أمريكي                   |
| الناتج المحلي الإجمالي (بليون دولار)                      | 2.61 مليار                                   | 199.40 مليون                   |
| الناتج المحلي الإجمالي (تعادل القوة الشرائية) بليون دولار |                                              | 207.25 مليون                   |
| الناتج المحلي الإجمالي الاسمي للفرد دولار أمريكي          |                                              | 3.38 ألف                       |
| الناتج المحلي الإجمالي للفرد دولار أمريكي                 |                                              | 3.80 ألف                       |
| مؤشر التنمية البشرية                                      | 0.391                                        |                                |
| رمز المكالمات الدولي                                      | +291                                         | +692                           |
| رمز الإنترنت                                              | .er                                          | .mh                            |
| المنطقة الزمنية                                           | ت ع م+03:00                                  | ت ع م+12:00                    |

## منظمات دولية مشتركة
يشترك البلدان في عضوية مجموعة من المنظمات الدولية، منها:
| علم المنظمة | اسم المنظمة                                 | تاريخ انضمام إريتريا | تاريخ انضمام جزر مارشال |
| ----------- | ------------------------------------------- | -------------------- | ----------------------- |
|             | مؤسسة التمويل الدولية                       | 11 أكتوبر 1995       | 23 سبتمبر 1992          |
|             | منظمة حظر الأسلحة الكيميائية                | ?                    | ?                       |
|             | يونسكو                                      | 2 سبتمبر 1993        | 30 يونيو 1995           |
|             | الاتحاد الدولي للاتصالات                    | 6 أغسطس 1993         | 22 فبراير 1996          |
|             | الأمم المتحدة                               | 28 مايو 1993         | 17 سبتمبر 1991          |
|             | منظمة الشرطة الجنائية الدولية               | ?                    | ?                       |
|             | البنك الدولي للإنشاء والتعمير               | 6 يوليو 1994         | 21 مايو 1992            |
|             | مؤسسة التنمية الدولية                       | 6 يوليو 1994         | 19 يناير 1993           |
|             | مجموعة دول أفريقيا والكاريبي والمحيط الهادئ | ?                    | ?                       |